# 율리우스 카이사르의 브리튼 침공

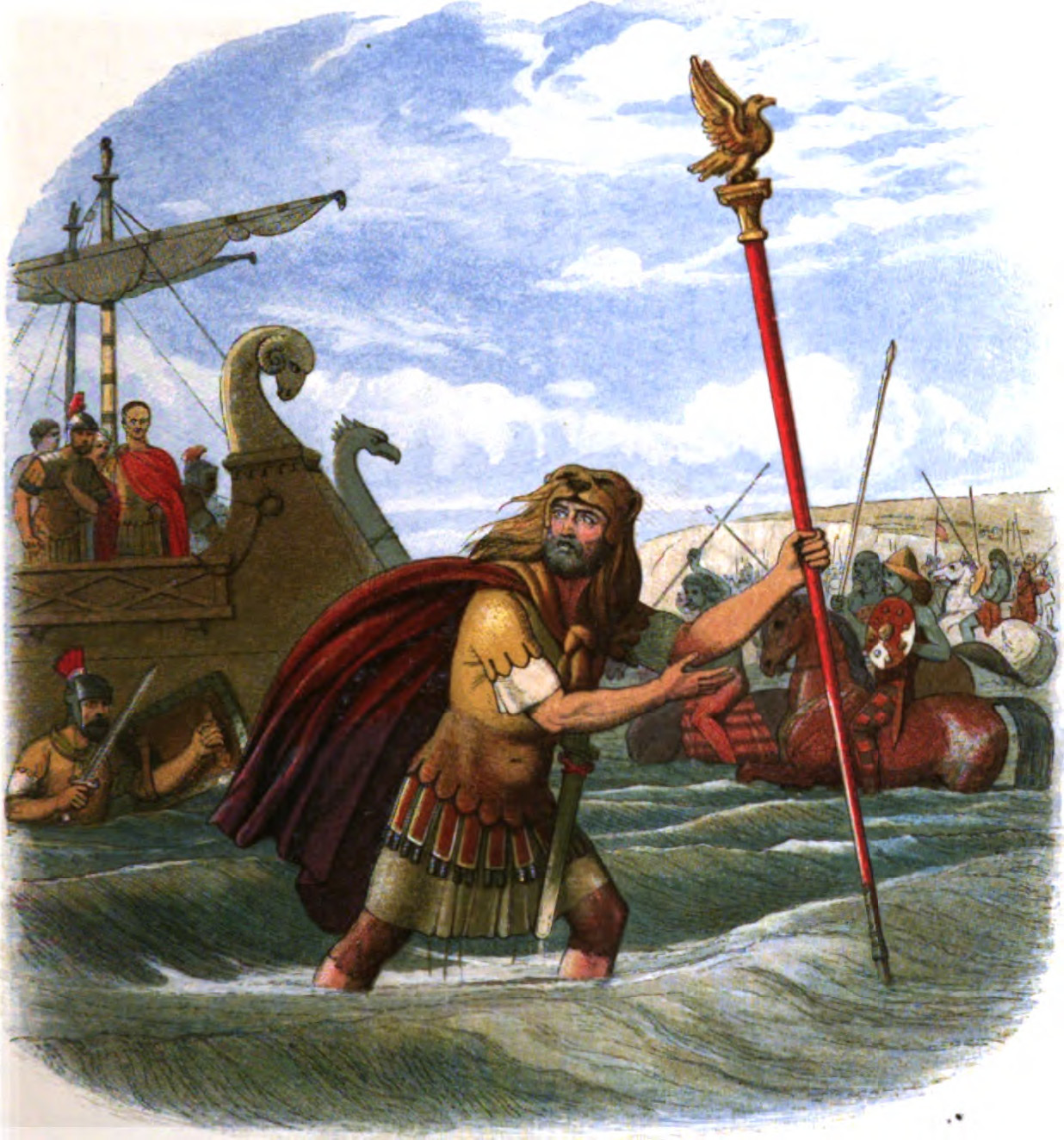
로마군의 브리튼섬 상륙을 묘사한 삽화

율리우스 카이사르의 브리튼 침공은 갈리아 전쟁 중이던 기원전 55년에서 기원전 54년 사이 카이사르가 브리튼섬을 두 번 침공한 사건이다. 첫 침공에서 카이사르는 두 개의 군단을 직접 지휘하여 켄트 연안을 잠시 점령하였고 두번째 침공에서는 628척의 함선을 동원하여 다섯 개 군단과 2천명의 기병을 투입하여 켄트 지역 브리튼족과 전투에서 승리하였다.이후 카이사르는 내륙인 미들섹스 지방까지 진격하고 템스강을 건너 브리튼족의 전쟁 사령관 카시벨라우누스를 패퇴시킨 뒤 트리노반테스족을 복속시켜 만두브라시우스를 예속 왕으로 앉혔다.
카이사르는 갈리아 전쟁의 일환으로 브리튼을 침공한 것으로 정복할 의사는 없었다. 카이사르는 전투에서 승리하자 적당한 명분을 만들어 재빨리 갈리아로 퇴각하였는데, 혹독한 브리튼의 겨울 날씨로 고생하였기 때문이다. 로마 내에서도 침공 결과에 대한 평가는 엇갈렸다. 그러나 카이사르의 침공으로 브리튼섬은 로마에 알려진 땅이 되었으며 1백년 후 로마의 브리튼 정복까지 브리튼과 로마 사이의 관계를 형성하는 계기가 되었다.

## 카이사르 이전의 브리튼
브리튼섬은 고대 그리스가 지중해를 중심으로 패권을 행사하던 고전 고대 시기에 이미 주석의 산지로 알려져 있었다. 고대 그리스의 지리학자 피테아스는 기원전 4세기에 브리튼섬 연안을 탐험하였고, 그보다 전인 기원전 5세기 카르타고의 항해자 히밀코가 북유럽 해안들을 탐험하면서 브리튼섬도 고전 고대 세계에 알려져 있었다. 그러나 로마 시기에 들어서도 브리튼섬은 로마인에게 여전히 바다 건너 세상 끝에 있는 미지의 섬이었고 심지어 몇몇 로마 기록에서는 존재하지 않는다고 여겨지기도 하였다. 그들은 피테아스의 항해를 그럴듯하게 꾸며낸 이야기쯤으로 여겼다.
카이사르가 당도할 즈음 브리튼섬은 철기 시대 문화를 지니고 있었고 인구는 1백만에서 4백만 명 정도였다. 고고학 조사에 의하면 경제 활동은 크게 보아 저지대와 고지대로 나뉘어 있었다. 저지대의 동남부는 비옥한 토양으로 농작의 발전이 가능했고 고대 교역로가 놓여져 있었다. 브리튼섬의 경우 템스강 역시 중요한 교역로였다. 한편 고지대는 글로스터에서 링컨을 잇는 선을 기준으로 파스토랄 방식의 목축이 가능한 지역이 곳곳에 흩어져 있을 뿐이어서 농작을 하기는 어려웠다. 북쪽 고지대의 정착지는 주로 둔덕을 요새화하고 주변의 목축지를 이용하는 것이었지만, 남동부 저지대에서는 오피둠 형태의 요새화된 대규모 정착지들이 생겨났다. 이들 저지대의 읍락에서는 강줄기를 이용한 교역이 중요한 경제 요소였다. 브리튼섬은 이미 갈리아 나르보넨시스가 로마에 복속하기 이전부터 유럽 대륙과 교역로로 연결되어 있었고 오늘날의 브르타뉴반도를 중심으로한 아르모리카 지역을 거쳐 이탈리아반도의 포도주가 도싯의 행기스트버리 해드로 수입되고 있었다.
카이사르는 브리튼에 대해 갈리아 북부의 벨가이족이 건너와 정착하고 있으며 정치 권력 역시 갈리아의 영향 아래에 있어 수에시오네스족의 왕이었던 디비키아쿠스를 기억하고 있다고 기록하였다. 당시 브리튼섬에서 통용되던 화폐는 잡다하였는데 기원전 100년 무렵의 갈리아-벨가이 화폐나 기원전 150년 무렵의 갈리아 화폐 등이 켄트 지방을 중심으로 통용되고 있었다. 후대로 가면 도싯에서 서쪽으로 멀리 떨어진 남부 연안까지 화폐가 사용되었고 이는 벨가이족의 인구와 영향력이 그만큼 커졌음을 의미한다.

## 첫 침공 (기원전 55년)

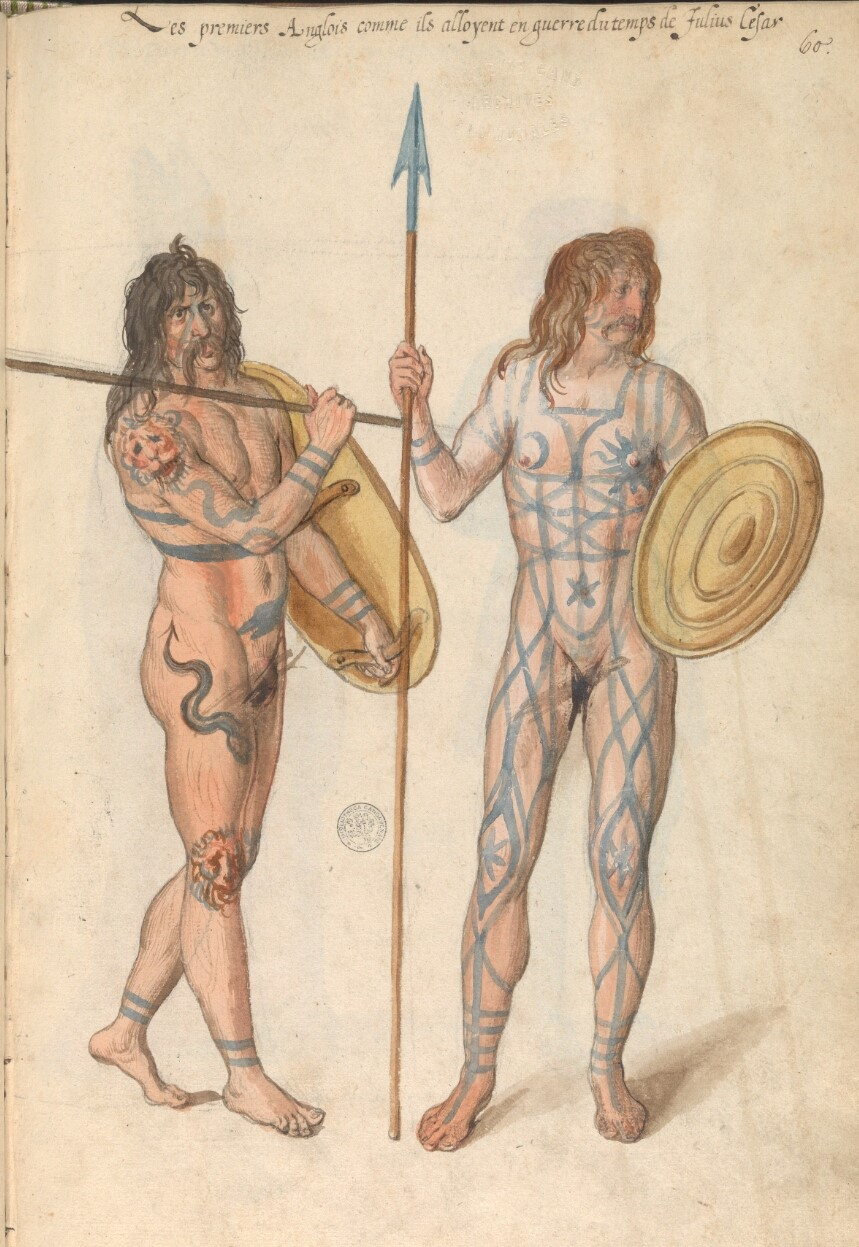
16세기에 그려진 카이사르와 대적한 고대 잉글랜드인 상상도

### 계획과 정찰
카이사르는 갈리아 전쟁 과정에서 브리튼인들이 유럽에서 패퇴하여 브리튼섬의 정착지로 도망친 벨가이족과 합세하여 갈리아 본토의 캘트족을 지원하고 자신에게 대항하였다고 침공의 이유를 밝히고 있다. 또한 브리튼 섬과의 선박 무역을 주도하고 있던 아르모리카의 베네티족 역시 기원전 56년 브리튼족과 동맹을 맺었다. 스트라본은 카이사르가 베네티족과 브리튼족의 해상 무역을 봉쇄하자 기원전 56년 반란이 일어났다고 기록하였다. 이러한 정황을 볼 때 로마의 브리튼섬 정찰은 기록보다 더 이른 시기에 이루어졌을 수 있다.
기원전 55년 늦여름 카이사르는 전쟁을 치르기엔 늦은 계절이었음에도 브리튼섬 정찰을 결정하였다. 그는 브리튼섬과 교역하는 상인들을 불러모아 브리튼족의 관습이나 흔히 쓰는 전략, 쓸만한 항구의 상황 등을 물었지만 그들은 도움이 될만한 정보를 내놓지 않았다. 상인들은 그때까지 독점하고 있던 해협 양안의 무역을 잃고 싶지 않았기 때문이다. 카이사르는 호민관 가이우스 볼루세누스에게 전함 한 척을 내주어 정찰을 시켰다. 그는 하이드에서 샌드위치사이로 짐작되는 켄트 연안을 정찰하였지만 삼엄한 경계 때문에 상륙할 수는 없었고 닷새 뒤 카이사르에게 돌아가 수집한 정보를 보고하였다.
이때 브리튼족 나라들 가운데 한 곳이 침략이 임박했다는 상인의 경고에 따라 복속을 약속하는 대사를 보내왔다. 카이사르는 정복에 도움을 줄 것이라고 판단하고 동맹이었던 아트레바트족의 왕 코미우스를 그들과 함께 브리튼으로 보냈다.

### 침공
카이사르는 오늘날의 불로뉴쉬르메르에 거주하였던 미로니족의 항구에서 로마 군단의 제7군단과 제10군단을 수송선 두 척에 나누어 싣고 재무관 휘하의 전함을 함께 브리튼섬으로 출발시켰다. 한편, 아마도 오늘날의 앙블레퇴즈 근처였을 다른 항구에서 출발한 18척의 수송선에는 기병과 말이 실렸다. 당시 사용되었던 함선은 삼단노선이거나 이단노선이었을 것이며 유럽 서안에 살던 베네티족을 비롯한 여러 해양부족의 기술로 만들어졌을 것이다. 카이사르는 몹시 서둘렀고 항구에 수비대 하나만 남긴체 8월 23일 한밤중에 "3차 정찰"을 시작하였다. 서두른 나머지 공성 병기 없이 진행된 이 작전은 훗날 전략적 실수로 남게 된다. 카이사르는 이 작전으로 브리튼섬을 완전히 정복할 생각은 없었다.

### 상륙
카이사르는 당초 오늘날 도버에 해당하는 두브리스에 상륙하려고 하였는데, 볼루세누스가 이 곳이 상륙하기 알맞다고 보고했기 때문이다. 그러나 브리튼인들 역시 이곳에 로마군이 상륙할 것을 대비하여 언덕과 도버 백악절벽 위에 방어 진지를 구축하고 있었기 때문에 재블린 공격을 피하기 위해선 다른 곳을 찾을 수 밖에 없었다. 카이사르는 "제9시"(오늘날 오후 3시)까지 해상에 닻을 내리고 기다렸다가 보급품을 실은 배들이 선단에 합류하자 7 마일 정도 떨어진 월머 해안에 상륙하였다. 이곳은 오늘날 역사적인 장소로 알려지게 되었다.
레스터 대학교의 고고학팀은 켄트주의 아일 오브 태닛에 있는 페그웰만을 카이사르의 상륙지로 추정하였다. 당시에 만들어진 거대한 규모의 토목 공사 유적과 많은 유물이 출토되었기 때문이다. 이 지역은 도버에 비해 상륙이 쉽지는 않은 곳이다. 기록된 바와 같이 대규모 선단이 상륙을 시도하였다면 상륙 지점은 월머에서부터 페그웰만에 이르는 1 마일에 걸친 넓은 지역일 수 있다.
브리튼인들은 로마군의 상륙에 대응하여 기병과 전차를 동원하였고 로마의 함선들은 너무 많은 짐때문에 물 속 깊이 잠긴 상태여서 얕은 물가로 진입할 수 없었다. 병사들은 깊은 물에서 배에서 내려야 했고 연안에서 날아오는 공격을 막기 어려웠다. 그러나 카이사르는 독수리를 새긴 아퀼리페르를 앞세우고 상륙을 감행하였다. 카이사르 자신의 기록에 따르면 10군단의 선봉이 다음과 같이 외쳤다고 한다.
"뛰어내려 따르라 병사들이여. 너희의 독수리를 적들에게 내줄 셈이냐. 나는 내 분신인 공화국과 장군을 위해 의무를 다하련다."
로마군의 함선이 발리스타로 상륙을 저지하려는 브리튼인을 견제하는 사이 병사들은 해안에 교두보를 마련하였다. 바람이 좋지 않아 기병은 아직 도착하지 못하였고 카이사르는 브리튼인의 방어를 격퇴시킬 수 없었다. 그리하여 카이사르의 브리튼 침공은 자신만만한 그의 성격과 달리 "익숙한 성공"을 장식하지는 못했다.

### 교두보
로마군은 앞서 서술한 고고학 발굴 지점으로 추정되는 상륙지에 교두보를 마련하고 브리튼섬으로 미리 파견되었다가 곧바로 포로가 된 코미우스와 브리튼인들의 사절을 맞이하였다. 카이사르는 갈리아 전쟁이 진행되고 있던 당시 브리튼인들이 로마의 자유민을 공격하였다고 비난하면서 브리튼인 지도자들에 대한 로마의 영향력을 확대하고자 교섭하였고 그 사이 아직 당도하지 못한 기병을 기다렸다. 기병을 태운 배는 교두보 근처까지 다가왔으나 마침 시작된 폭풍 때문에 갈리아로 회항할 수 밖에 없었다. 그 사이 교섭은 결렬되고 사절은 내륙으로 돌아갔다. 폭풍으로 항해가 불가능해지자 지원 병력뿐만 아니라 음식의 보급에도 문제가 생겼다. 지중해에서 나고 자란 카이사르는 브리튼섬의 거친 폭풍우를 처음 겪고서는 대경 실색할 지경이었다. 정박하여 두었던 전함에는 물이 들이차고 연안에 닻을 내려 두었던 수송선들은 서로 부딪혀 파손되었다. 일부 선박은 침몰하였고 그렇지 않은 것들도 도저히 사용할 상태가 아니었다.
카이사르가 배고픔에 시달리며 겨울을 견디고 있는 사이 브리튼인들은 식량을 구하기 위해 사냥나온 로마군을 매복과 기습으로 괴롭혔다. 마침내 폭풍이 지나가자 브리튼인들은 대열을 정비하고 로마군에 대한 공격에 나섰다. 한편 코미우스는 친로마 브리튼인을 규합하여 로마군과 함께 싸웠다. 로마군과 코미우스는 당시 로마군의 정책에 따라 인근 브리튼인 거주지를 초토화하였다.

### 결과
전투를 치른 후 카이사르는 많은 포로를 인질로 잡았지만, 겨울철을 넘기며 전쟁을 계속할 여력은 없었다. 브리튼인들이 다시 한 번 협상을 위해 사절을 보내자 카이사르는 두 부족의 복속을 명분삼아 갈리아로 돌아갔다. 그러나 대다수의 브리튼인 부족들은 여전히 로마에 강한 반감을 가지고 있었고, 카이사르는 돌아갈 방편을 마련하는 것도 버거운 지경이었다.
카이사르의 브리튼섬 침공은 갈리아 전쟁 기간 중에 배후의 안전을 확보하기 위한 전략의 일환이었고 영구적인 정복이나 브리튼의 복속을 기대한 것은 아니었다. 그런 점에서 볼 때 카이사르가 소기의 목적을 달성했다고 주장하는 점도 아주 일리가 없지는 않지만, 어느 면에서 보더라도 완전히 성공했다고 보기는 어렵다. 《갈리아 전기》에서 카이사르는 브리튼 침공의 명분을 "갈리아의 적들을 지원하는 모든 나라들을 벌하기 위한 것"이라고 밝히고 있고 일정 정도 성과를 보였다고 자찬하고 있지만, 키케로는 브리튼 섬에 금이나 은이 나지 않는 다는 점이 실망스럽다고 평가했고 수에토니우스는 카이사르가 브리튼을 침공한 이유로 진주를 얻기 위한 것이라고 기록한 바 있다.

## 2차 침공 (기원전 54년)

### 준비
카이사르는 갈리아로 복귀하자 마자 2차 침공을 준비하였다. 침공 준비는 해를 넘겨 기원전 54년 여름까지 이어졌다. 키케로는 당시 카이사르의 군영에서 복부하고 있던 친구 트레바티우스 테스타와 자신의 형제였던 퀸투스 툴리우스 키케로에게 보낸 편지에서 전차를 노획한 트레바티우스의 무공을 칭찬하고 퀸투스에게 브리튼섬에 대한 자세한 설명을 부탁하였다. 트레바티우스는 첫 침공 이후 로마로 귀환하였지만, 퀸투스는 2차 침공에도 참여하였고 여러 차례 키케로에게 편지를 보냈다. 카이사르 역시 키케로에게 편지를 보낸 바 있다.
카이사르는 작년의 실수를 되풀이하지 않기 위해 다섯 군단 규모의 더 큰 군대를 모아 둘로 나누어 편성하고 2천의 기병을 보다 상륙에 용이한 베네토족의 배에 실어 수송하기로 하였다. 2차 침공의 출발 지로는 이티투스 포르투스가 선정되었다.

### 상륙
티투스 라비에누스를 이티우스 포르투스의 수비 담당으로 남기고 카이사르는 1차 침공 당시 최적의 상륙지로 선정한 두비우스 인근 해변에 상륙하였다. 상륙에 동원한 배는 카이사르의 기록에 따르면 800여 척이나 되었는데, 대부분 인근 갈리아 지역의 상선을 징발한 것이었다. 카이사르는 브리튼인들이 상륙군 규모의 위세에 눌려 반격을 하지 못하였다고 기록하였지만, 브리튼인 입장에서는 방어군을 소집하기 위한 시간이 필요했기 때문일 수 있다.

### 켄트 전역
상륙 후 카이사르는 퀸투스 아트리우스에게 교두보 방어를 맡기고 즉시 야간 행군을 이끌어 12 마일가량 내륙으로 진군하였고 아마도 스타우어강으로 여겨지는 켄트의 강줄기를 사이에 두고 브리튼인 군대와 대치하였다. 브리튼인들은 로마군을 공격하였으나 패배하였고 숲 속으로 들어가 언덕 요새에 진지를 구축하였다. 그러나 로마군이 다시 진지를 공격하자 패배하여 흩어졌다. 당시 전투 지점은 기록된 바가 없어 정확히 알기 어렵다. 카이사르는 브리튼인의 언덕 요새에 군영을 차렸다.
다음 날 아침 카이사르가 진군을 준비하는 사이 교두보의 퀸투스가 보내온 소식이 도착하였다. 또 다시 폭풍이 몰아쳐 수송선의 상당수가 닻을 잃고 서로 부딪혀 파손되었다는 보고였다. 퀸투스는 약 40척의 함선을 잃었다고 밝혔다. 로마군은 대서양과 영국해협에 대해 아는 바가 적었기 때문에 항해에 어려움을 겪긴 하였지만, 이 경우 작년과 같은 상황이 벌어진 것이어서 카이사르의 계획에 명백한 하자가 있었다고 할 수 있다. 카이사르는 급히 해안 교두보로 퇴각하여 함선의 수리를 지시하였다. 로마군은 대략 열흘 동안 밤낮을 쉬지 않고 함선 수리와 교두보 요새화에 매달려야 하였다. 그 사이 카이사르는 출항지의 라비에누스에게 추가 함선을 보내라고 지시하였다.
9월 1일 카이사르는 교두보에서 키케로에게 편지를 썼다. 딸 줄리아의 사망 소식에 답장을 보내야 했기 때문이다.

### 내륙 진격
다시 전열을 정비한 카이사르가 스타우어강을 건너려고 할 때에는 브리튼인 역시 많은 병력을 소집하여 방어 준비를 마친 뒤였다. 브리튼인의 전쟁사령관은 템스강 북부 출신의 카시벨라우누스였고 당시 브리튼 부족 대부분을 모아 지휘하였다. 그는 당시 친로마 입장을 취했던 트리노반트족의 왕 만두브라시우스를 몰아내고 로마와 대항하도록 하였다. 브리튼인 연합 부대는 몇 차례의 전투에서 로마군을 궁지로 몰아넣었다. 호민관이었던 퀸투스 라베리우스 듀루스가 전사하였고, 가이우스 트레보니우스 휘하의 군단이 곤경에 처했다. 그러나 로마의 기병대가 브리튼인의 공격을 막았다.
카시벨라우누스는 정규 회전으로 로마군의 침공을 막을 수 없다고 판단하자 4천여 대의 전차를 분산시켜 유격전으로 전략을 바꾸었다. 한편 카이사르는 템스강에 도착하여 브리튼의 방어 상태를 살폈다. 템스강 양안은 모두 요새화되어 있었고 강 바닥에도 방어물이 세워져 있었다. 템스강변에서 전투가 어떻게 진행되었는 지는 기록이 없으나 2세기 무렵 작성된 기록에는 카이사르가 코끼리 궁병대를 이용하였다는 서술이 있다. 로마군은 템스강을 넘어 카시벨라우누스의 영토에 진입하였다.
카이사르가 브리튼섬에서 가장 강력한 부족이라 평가한 트리노반트족은 사절을 보내 자신들이 로마에 대항할 의사가 없지만 카시벨라우누스의 강압에 못이겨 참전하였노라고 해명하였다. 이들은 쫓겨난 왕인 만두브라시우스를 복위 시켜준다면 로마편에 설 것이며 인질도 제공하겠노라고 약속하였다. 트리노반트족 외에 다섯 부족이 같은 약속을 해오며 카이사르에게 항복하였고 이러한 분위기에 힘입어 카이사르는 오늘날 위템스테드에 있던 언덕 요새로 카시벨라우누스를 몰아넣을 수 있었다.
카시벨라우누스는 상황을 바꾸기 위해 켄트에 있던 4 명의 왕에게 전갈을 보내 로마군을 협공하자고 제안하였다. 그러나 이 협공은 실패로 돌아갔고 카시벨라우누스는 항복 조건을 논의할 사절을 카이사르에게 보냈다. 코미우스의 중재로 카시벨라우누스는 인질 제공, 연례 상납, 그리고 트르노반트족의 만두브라시우스 복위를 약속하였고, 카이사르는 되도록 겨울이 지나기 전에 갈리아로 돌아가길 바라고 있었기 때문에 이와 같은 조건으로 항복을 수락하였다. 카이사르는 9월 26일 키케로에게 보낸 편지에서 브리튼 침공의 결과를 알려주면서 인질만을 사로잡고 전리품을 위한 약탈은 하지 않은 채 갈리아로 귀환한다고 밝혔다. 카이사르는 귀환하면서 병사를 남겨두지 않았고 이후 브리튼인 부족들이 로마에게 제대로 상납금을 주었는 지에 대해서는 알려진 바가 없다.

### 결과
카이사르는 브리튼섬을 정복하지 않았고 그럴 의도도 없었지만, 전쟁 결과 세워진 만두브라시우스의 왕국은 브리튼섬의 로마 종속 왕국이 되었다. 코미우스의 벨가이족 왕국과 함께 이들 종속 왕국은 훗날 로마가 브리튼섬을 정복하고 속주인 브리타니아를 세울 때까지 친로마 정권으로 자리잡고 있었다. 역사가 타키투스는 다음과 같이 평하였다.
줄리우스는 사실상 최초로 군사를 이끌고 브리튼섬에 들어간 최초의 로마인이다. 그는 원주민과의 전투에서 승리하였고 해안의 지배자가 되었다. 하지만 이것은 브리튼을 로마의 휘하에 남긴 것은 아니었고 로마가 브리튼을 알 게 된 계기였다고 할 수 있다.
로마의 내전을 다룬 서사시 파르살리아(II,572)에서 루카스는 카이사르의 브리튼섬 침공 결과를 보다 신랄하게 비판한다.
… 그는 공격하러 들어간 브리튼에서 겁에 질려 도망쳤지.

## 카이사르가 본 브리튼섬
카이사르의 침공 이전까지 브리튼섬은 존재만 어느 정도 알려져 있을 뿐 로마 제국의 입장에서 생소한 땅이었다. 카이사르는 말로만 듣던 브리튼인의 관습과 전투 양상을 직접 경험한 최초의 로마 지배층 가운데 한 명이다. 그러나 그의 기록은 전투와 관계된 것만 단편적으로 정리한 것이어서 당시 상황을 자세히 알기는 어렵다.

### 지리와 기후
카이사르가 직접 본 곳은 켄트 동부와 템스 계곡 정도가 전부였다. 하지만 카이사르는 브리튼섬의 지리와 기후에 대한 일반적인 상황에 대한 기록을 남겼는데 전반적으로 피테아스의 기록을 답습한 것이 많고 부정확한 내용도 상당수 포함되어 있다. 카이사르의 기록에는 다음과 같은 내용들이 있다.
날씨는 갈리아보다 온화하다. 추위는 덜한 편이다.
섬의 모양은 삼각형이고 한 변이 갈리아와 마주하고 있다. 갈리아와 마주한 곳은 켄트 지방으로 갈리아에서 출항하는 선박 대부분이 그리로 직항한다. 동부에서 남부로 점차 낮아지며 500 마일쯤 된다. 브리타니아라고 불리는 서쪽 해안은 히스파니아를 향해 뻗어 있으며 둘 사이의 거리는 갈리아와 브리튼섬 사이의 거리와 같다. 항로 가운데에 모나가 놓여있고 자잘한 섬들이 있다. …… 서쪽 해안의 길이는 700 마일쯤 된다. 삼각형의 마지막 한 변인 북쪽해안은 게르마니아로 향하고 길이는 800 마일쯤으로 섬 전체의 둘레는 2000 마일이 된다.
카이사르 이전에 브리튼섬의 항구나 상륙지점에 대한 로마측 기록은 없었기 때문에 이러한 기록은 로마의 군사와 무역에 상당한 잇점을 제공하였다. 침공 전 정찰 과정에서 볼루세누스는 두브리스(도버)의 위치를 특정하였고 카이사르 스스로도 상륙 가능한 지점을 언급하였다. 당시 도버는 대군이 상륙하기엔 포구가 작아서 로마군은 인근 해변으로 상륙하여 교두보를 마련하였는데, 이와 같은 상황은 카이사르 이후 100년이 지나 이루어진 클라우디우스의 브리튼 정복 과정에서도 반복되었다. 카이사르로부터 클라디우스까지의 기간 동안 로마와 브리튼섬 사이의 교역이 늘었고 갈리아를 비롯한 유럽 대륙에서 이주한 경우도 많아졌기 때문에 브리튼섬에 대한 로마의 지식은 개선되었지만, 클라디우스의 침공이 있었던 기원후 54년 무렵의 로마 기록이 소실되어 정확한 상황을 파악하기는 어렵다.

### 민속
카이사르는 브리튼인을 일부다처제를 포함하여 여러 이국적인 습속을 지닌 야만인으로 묘사하였고 대체로 갈리아인과 비슷한 문화를 지녔다고 여겼다. 그의 이러한 평가는 야만족을 무찌르는 로마의 영광이라는 관점에서 쓰인 것이다.
브리튼섬의 내륙은 그곳에서 나고 자란 사람들이 자신들의 전통에 따라 살아가고 있다. 반면 해안 지역은 밸가이족을 비롯한 다양한 지역에서 이주해 온 사람들이 정착하고 있으며 그들은 자신들이 떠나온 곳을 여전히 자신들의 이름으로 사용하고 그 땅에서 전쟁을 치르건 경작을 하건 출신 지역의 방식을 유지한다. 인구는 알기 어렵지만 건물은 제법 많다. 양식은 대부분 갈리아의 것과 유사하다. …… 토끼, 닭, 거위 등을 먹는데 특별히 금기시 되는 음식은 없고 이것들을 사육하 하길 즐긴다.
가장 문명화 된 곳은 켄트로 주된 해양 활동 근거지이고 갈리아 풍습을 따른다. 내륙 지방의 풍습은 알기 어려우나 우유와 고기를 먹고 살며 그 가죽을 입는다. 모든 브리튼인은 대청으로 스스로를 푸르스름하게 물들이는데 특히 전투에 나설 때 보다 용맹하게 보이기 위해 그렇게 한다. 머리카락은 길게 기르지만 머리와 콧수염을 제외하곤 면도를 한다. 아내는 보통 열 명 많게는 열둘까지도 거느리는데 형제들이 공유하며 자식들 역시 모두의 아이들로 여긴다. 하지만 아내들로부터 어떠한 문제라도 제기되면 그 아이를 낳은 어미가 처녀였을 적에 함께 한 남자가 친부로서 책임을 진다.

### 군사
브리튼인들은 보병, 기병과 함께 로마에서 들여온 전차를 운용하였다. 카이사르는 다름과 같은 기록을 남겼다.
브리튼인들은 굉음을 울리며 모든 전차를 몰아 투척 무기를 적진에 던진 후 보병과 기병 사이의 공간으로 후퇴하여 전열을 정비하였다. 전차에 탔던 전사가 보병에 합류하여 전투를 치르게 되면 전차 기수는 전열에서 조금 떨어진 곳에 모여 대기하였다. 적의 수가 많은 경우 전차 기수는 말을 끌어내어 기병으로 전환되었고 보병에 투입되기도 하였다. 하루의 전투가 끝나면 전차와 말들은 최고 속도로 달리게 하여 상태를 점검하였다. 정비가 끝난 전차에는 창과 같은 무기가 다시 채워졌고 다음날 전투에 투입될 수 있었다.

### 기술
훗날 일어난 카이사르의 내전 동안 카이사르는 브리튼인들의 쿠라치나 웨일스의 코라클과 같은 보트를 제작하였다. 그는 다음과 같이 기록하였다.
용골과 늑재를 가벼운 나무로 만들고 선체는 고리버들로 제작하였고 덮개를 씌워 위장하였다.

### 종교
카이사르는 드루이드의 시원이 브리튼 섬이고 갈리아가 이를 받아들인 것이라고 판단하였다.

### 자원
카이사르는 브리튼섬에 목축이 크게 이루어지고 있으며 황동과 철이 풍부하며 주석도 생산되지만 양은 많지 않다고 기록하였다. 당시 브리튼섬의 콘웰과 데본은 주석의 산지로서 널리 알려져 있었지만, 카이사르가 본 곳은 이들과는 떨어진 동부였고 내륙 지역의 사정은 알 수 없었기 때문에 이런 기록이 남았을 것이다.

## 이후
코미우스는 훗날 진영을 바꾸어 반로마 세력에 합류하였다. 코미우스는 고향이었던 갈리아에서 세력을 규합하여 로마군을 상대로 여러 차례 유격전을 펼쳤으나 패배하였고 결국 브리튼섬으로 건너가 정착하였다. 기원후 1 세기에 쓰여진 섹스투스 율리우스 프론티누스의 《전략》(Strategemata)은 코미우스가 추종자들을 이끌고 브리튼섬으로 도망쳤으며 카이사르가 추격하였으나 마침 영국해협이 썰물 때여서 코미우스를 따라잡을 수 없었다고 서술하고 있다. 고고학자 존 크레이턴은 프론티누스의 설명은 안토니우스와 코미우스의 화친이 결렬되었다는 것을 암시한다. 그러나 고고학자 존 크라이튼은 아마도 안토니우스와의 화친 조건 가운데 하나에 따라 코미우스가 브리튼섬으로 이주하였을 것이라고 추측한다. 프론티누스의 서술은 그가 브리트니아의 총독으로 부임하였을 때 현지에서 전해들은 이야기여서 부정확할 것이라는 것이다. 크라이튼은 브리튼 이주 후 코미우스가 카이사르에 의해 다시 왕으로 임명되었고 폼페이우스와 카이사르가 벌인 내전에서 카이사르를 지지하여 관계를 회복하였다고 말했다.
코미우스의 왕국은 로마가 브리튼섬 남부를 장악하여 속주로 삼을 때까지 유지되었다.

## 같이 보기
- 로마의 브리튼 정복

### 고대 문헌
- 카이사르, 《갈리아 전기》
- 디오 카시우스, 《로마사》, Cassius Dio: Roman History
- 키케로의 편지 –
  - 친구에게 보낸 편지 7.6, 7.7, 7.8, 7.10, 7.17
  - 형제 퀸투스에게 보낸 편지 2.13, 2.15, 3.1,
  - 아티쿠스에게 보낸 편지 4.15, 4.17, 4.18;
- 타키투스, 아그리콜라 13
- 수에오니우스, 황제전, 율리우스 25, 47
- 플루타르코스, 카이사르 16.5, 23.2;
- 마르쿠스 벨레이우스 파테르쿨루스, 로마사 2.46–47
- 아피아노스,
  - 갈리아 약사 5
  - 내전 2.150
- 유트로피우스, 로마 약사 6.17

### 현대 문헌
- Sheppard Frere, 1987. Britannia: A History of Roman Britain (3rd edition). London. Routledge & Kegan Paul., chapter 3 (pages 42–54)
- Peter Salway,11 Roman Britain (Oxford History of England), chapter 2 (pages 20–39)
- John Peddie, 1987, Conquest: The Roman Conquest of Britain, chapter 1 (pages 1–22)
- T. Rice Holmes, 1907. Ancient Britain and the Invasions of Julius Caesar. Oxford. Clarendon Press.
- R. C. Carrington, 1938, "Caesar's Invasions of Britain" by (reviewed in Journal of Roman Studies, Vol. 29, Part 2 (1939), pp. 276–277)
- Peter Berresford Ellis, Caesar's Invasion of Britain, 1978, ISBN 0-85613-018-4
- W. Welch, C. G. Duffield (Editor), Caesar: Invasion of Britain, 1981, ISBN 0-86516-008-2